# The Gories
The Gories es un grupo estadounidense de garage punk y punk blues de Detroit, Míchigan (Estados Unidos). Se mantuvieron activos desde 1986 y hasta el 1992.
Han sido un grupo que ha gozado de una gran influencia en el revival del garage punk en Estados Unidos. De hecho, la escena musical de Detroit es una de las más activas de Estados Unidos, y muchos de los grupos que la forman citan a The Gories como una referencia fundamental. Esto se pone de manifiesto con la gran cantidad de discos que se han seguido publicando después de su separación.

## Historia
La banda se formalizó en Detroit en 1986, con Mick Collins (guitarra y voz), Dan Kroha (guitarra y voz) y Peg O'Neill (Margaret Ann "Peggy" O N'Neill, batería), formación que se mantuvo estable hasta la disolución de la banda en 1993.
En 1987 grabaron sus primeros temas («You Little Nothing» y «Give Me Love») para la compilación It Came From The Garage Vol. 2!, producido por la discográfica underground Wanghead With Lips Records. Como otras bandas del sello, aparecieron como invitados en el programa de televisión Bandin' del carismático anfitrión George Lees, quien se encargó de dar a conocer un sin número de bandas locales de Detroit mientras se mantuvo transmitiendo (de 1988 a 1989).
En 1989 The Gories grabaron su primer LP, titulado House Rockin', el cual fue editado por Wanghead With Lips y Fanclub Records. El sonido logrado en esta grabación (una mezcla de blues, punk y funk) fue decisivo en la eclosión de bandas de la escena garagera de Detroit; bandas como The Oblivians, The Detroit Cobras, The New Bomb Turks, Lost Sounds y la más conocida The White Stripes, califican a The Gories como gestores de una música que consideran muy importante entre sus influencias. En 1990 frmaron con el sello disquero New Rose, para quienes grabaron su primer sencillo («Nitroglycerine» / «Makin' Love») el cual ha sido reinterpretado por una variedad de artistas (Supersuckers, Nine Pound Hammer). Su segundo álbum (I Know You Fine, But How You Doin´?) también fue grabado para el susodicho sello disquero. Además de reeditar House Rockin'.
Para esta época The Gories comenzaba a ser conocida fuera de Estados Unidos. Distintos sellos europeos publicaron canciones suyas en diferentes compilaciones (Munster, Get Hip, Crypt Germany), lo que les permitió realizar en 1992 una gira por Europa, coincidiendo con el lanzamiento de su último disco, Outta Here. En un concierto en el club Vera de Groninga (Holanda), registraron varias canciones. Posterior al rompimiento, «Boogie Chillun» y «I Got Eyes For You», junto a «The Things She Says» del grupo Lord High Fixers fueron producidas como sencillos en el 1992.

## Carreras Posteriores
Mick Collins formaría luego los grupos Blacktop (1994-1995), King Sound Quartet (1996-1999) y The Dirtbombs que aún tocan y gozan de un buen grupo de seguidores en gran parte de Estados Unidos y Europa.
Dan Kroha formó parte del grupo Rocket 455 (1994-1995) y fundó en 1994 la banda Demolition Doll Rods.
Peg O'Neill fue miembro del grupo '68 Comeback durante 1992 a 1994 y fundó The Darkest Hours en 1999.
Después de la disolución en el 92's la música que The Gories grabó durante sus años de vida siguió dando de que hablar. La filial alemana Crypt Records reeditó en 1994 sus dos primeros discos (el tercero lo habían lanzado ellos también) más produjeron un disco que contenía ambos primeros álbumes: I Know You Fine, But How You Doin´? y Houserockin'. 

## Miembros
- Mick Collins: guitarra, voz.
- Dan Kroha: guitarra, voz.
- Peg O'Neill: batería.

## Discografía

### Álbumes
- House Rockin' (Wanghead With Lips/Fanclub Records, 1989). LP. Editado en CD en 1990 por New Rose Records. Reeditado en 1994 por Crypt para su distribución en Europa.
- I Know You Fine, But How You Doin' (New Rose, 1990). CD y LP. Reeditado en 1994 por Crypt con diferente portada para su distribución en Europa.
- Outta Here (Crypt, 1992). LP y CD.
- I Know You Houserockin' (Crypt, 1994). CD que incluye los álbumes House Rockin´ y I Know You Fine, But How You Doin´.

### Sencillos
- "Nitroglycerine" / "Makin' Love" (New Rose, 1990).
- Here be The Gories (In The Red, 1991). Contiene "Telepathic" y "Hate" (versión de The Stoics).
- "Give Me Some Money" / "You Don't Love Me" (Subpop, 1992). La canción "Give Me Some Money" es una versión de Spinal Tap.
- "Baby Say Unh!" / "Idol With The Golden Head" (The Coasters) (Estrus, 1992). La canción "Idol With The Golden Head" es una versión de The Coasters.
- "To Find Out" / "Ichiban" (Giant Claw, 1992). Single para el mercado australiano. La canción "To Find Out" es una versión de The Keggs.
- "You Little Nothing" / "Casting My Spell" + "Charm Bag" (Get Hip, 1995).
- "Again And Again" / "New Orleans" (In The Red). La canción "Idol With The Golden Head" es una versión de The Iguanas.

### Discos Compartidos
- "Boogie Chillun" y "I Got Eyes For You" en un sencillo editado junto a Lord High Fixers (Hate Records, 2000). Las canciones son tomas en directo en un concierto en el club Vera de Groningen (Holanda) el 7 de mayo de 1992.
- "There But For The Grace Of God Go I" en un sencillo editado junto a The Dirtbombs (Fortune Teller Records, 2004). 7".

### Participaciones en Recopilatorios
- "You Little Nothing" y "Give Me Love" en It Came From The Garage II! (Wanghead With Lips, 1987). LP. Sus primeras grabaciones.
- "Ghostrider" en Your Invitation To Suicide (Get Hip, 1993). Doble 7".
- "Ghostrider" en Your Invitation To Suicide (Munster, 1994). Doble LP, CD.
- "I Got Eyes For You", "Nitroglycerine" y "I Think I've Had It" en Cheapo Crypt Sampler (Crypt, 1994). CD.
- "Ghostrider" en Cheapo Crypt Sampler #2! (Crypt, 1997). CD.
- "Boogie Chillun" en Crypt - Beat Generation (Beat Generation, 1997). CD.
- "Telepathic" en I Hate Music (P-Vine, 1999). CD.
- "Queenie" en Motor City's Burnin' Vol. 2 (Total Energy Records, 1999). LP y CD.
- "Nitroglycerine" en New Rose Story. 1980-2000. Last Call (New Rose, 2000). REcopilatorio del sello New Rose de cuatro CD.
- "View From Here" en Rough Trade Shops Rock And Roll (Mute, 2002). Doble CD.

### Vídeos
- "Give Me Love" en The Best Of Bandin Detroit Music Videos (1998). CD y Video CD. Canciones de diferentes grupos de Detroit y alrededores grabadas en el programa de televisión de George Lees entre 1988 y 1989.